# Costigliole d'Asti
Costigliole d'Asti (Costiòle d'Ast in piemontese) è un comune italiano di 5 663 abitanti della provincia di Asti in Piemonte. Si estende per circa 35 km² in Astesana, tra Monferrato e Langhe.

## Origini del nome
Il toponimo deriva da Corte Costeliolae e poi Costigliolis ma, non essendoci scritti precisi, si presume debba il nome alla sua posizione (su una costa) e ad un'essenza arborea diffusa nella zona, il tiglio.

## Storia
Secondo un'errata interpretazione dei cronisti Guglielmo Ventura ed Antonio Astesano, "Casteglolis" nacque in seguito alla distruzione della località di Loreto ad opera degli astigiani nel (1255). Esistono, invece, notizie della località già nell'elenco dei dominii del vescovo di Asti nel 1041. È indubbio che, in seguito alla distruzione di Loreto, la località accrebbe la propria popolazione.
Durante le guerre civili tra le famiglie astigiane, Costigliole passò più volte in mano ai guelfi Solaro ed ai ghibellini De Castello, fino a che questi ultimi la vendettero alla famiglia Asinari nel (1315).
Nel 1382, Antonio Asinari, rimanendo unico proprietario della località, astutamente fece atto di sottomissione ad Amedeo VI di Savoia, sciogliendosi definitivamente dalla dipendenza del comune di Asti. Da quel momento in poi Costigliole venne sempre amministrata secondo le leggi sabaude, anche quando Asti, perdendo la propria indipendenza, passò prima sotto il dominio visconteo, poi monferrino ed infine orleanese.

### I castelli
Il feudo di Costigliole comprendeva (e in parte ancora comprende) alcuni castelli e luoghi di interesse storico:
- Il Castello di Costigliole d'Asti.
- Il Castello di Burio, posto in località Burio, a pochi chilometri da Costigliole in direzione sud.
- La Motta o Mota Tanagri, a nord di Costigliole, sulla strada per San Damiano d'Asti. In questa località, tuttora presente, vi era un antico castello (ormai scomparso). La Motta nel 1387 divenne feudo dei Lajolo, poi passò agli Ottina, che la vendettero agli Asinari nel 1435.
- Bionzo (Villa Blonearum), sulla strada verso Calosso. La zona fu teatro di distruzioni da parte dei milanesi nel 1230. Delle antiche vestigia rimane solamente la chiesa parrocchiale di San Siro.
- Cavorro (Caburro); della località non rimangono che pochi resti. Sulla collina, ora denominata di San Martino a ricordo della chiesa di San Martino de Caburro, citata nelle cronache del XV secolo come una delle quattro parrocchie di Costigliole. A ricordo di questo, un tempo le abitazioni nella zona sud di Costigliole facevano parte del borgo Cavorro, poi diventato di Villavecchia, e la porta verso il Tanaro era detta Porta Cavorro.
- Lù (Monte Leucio), poggio tra Agliano e Montegrosso d'Asti. Il castello, distrutto totalmente nel XVI secolo, era di proprietà degli Asinari di San Marzano. Nel diploma di Arrigo III del 1041 è già presente come Mons Leducii.

### Laureti
Loreto (Laureti) è una località situata tra Costigliole ed il torrente Tinella, in direzione sud. Il luogo, carico di storia, è sempre stato al centro di racconti leggendari, a testimonianza delle sue antiche origini.
Secondo Quintino Sella, Loreto apparteneva già nel 967 alla Marca Aleramica.  Dopo la morte di Aleramo i suoi feudi passarono ai discendenti ed il feudo di Loreto, nome probabilmente derivante da una selva di lauri, toccò infine al famosissimo marchese Bonifacio del Vasto, pronipote di Aleramo, che lo lasciò al figlio Oddone. Rimasto questi senza figli, il comitato di Loreto fu diviso fra i nipoti, fra cui in particolare Manfredi Lancia, figlio cadetto del capostipite dei marchesi di Busca. Manfredi si era guadagnato il soprannome "Lancia" prestando il servizio di lancifero dell'imperatore Federico Barbarossa.
Nel 1231, durante una visita nell'Italia settentrionale, Federico II s'innamorò di Bianca Lancia e da quest'unione nacque Manfredi, ricordato anche da Dante nella Divina Commedia
(Purg. III)
Le dispute durarono fino al 1255, quando, alla morte di Federico II, gli astigiani recuperarono il castello e lo distrussero interamente, trasportandone gli abitanti nella vicina località di Costigliole. Loreto è ora una piccola borgata composta da una quarantina di abitazioni rurali, distribuite attorno alla chiesetta dedicata alla Madonna Lauretana. La distruzione non lasciò traccia alcuna, tranne che due piccole lastre di marmo celeste conservate nella chiesa sulle quali sono scolpiti una croce romana e un monaco benedettino.

### Simboli
Lo stemma e il gonfalone sono stati concessi con DPR n. 592 del 10 febbraio 1977.
Stemma
Gonfalone

## Monumenti e luoghi d'interesse
- Castello di Costigliole d'Asti dei conti Verasis-Asinari. Anteriore al Mille, di pianta quadrangolare di 60 metri di lato, con un'altezza di 25 metri e con le quattro torri che arrivano a 28 metri, è uno dei castelli più imponenti dell'Astigiano. Di particolare pregio, è lo scalone a ponente opera di Filippo Juvara, che varia a seconda del piano a cui si accede. Nel 1775, si festeggiò il re Vittorio Amedeo III che visitò il castello e nel 1821 ospitò il marchese Carlo Asinari ed altri liberali, prima dell'esilio dovuto ai moti costituzionali. Nel mese di luglio 1854 vi giunse, sposa di Francesco Verasis, Virginia Oldoini, contessa di Castiglione.
- Castello di Burio situato nella frazione Burio. Ubicato su una collina posta a sud di Costigliole d'Asti in prossimità del confine fra Langhe e Monferrato, alla confluenza dei torrenti Tinella e Nizza, dista un paio di chilometri dalla cittadina ed è circondato da campi coltivati prettamente a vigneto. Di struttura tipicamente astigiano-monferrina, dopo essere caduto in abbandono, è stato restaurato a partire dal 1980.
- Parrocchiale di Nostra Donna di Loreto (1816), con opere di Lorenzo Peretti e Michelangelo Pittatore.
- Chiesa della Confraternita di S.Gerolamo, detta anche dei Battuti Bianchi; all'interno è allestito il Museo di Arte Sacra.

## Società

### Evoluzione demografica
Abitanti censiti

## Cultura
- Sagra del raviolo al plin (chiusura a pizzicotto). A cura del Comune e della Pro loco. A metà agosto.
- Festival delle sagre astigiane o Sagra delle sagre. Seconda domenica di settembre ad Asti.
- Palio dei Borghi. Tradizionale torneo di calcio a 7 tra i diversi borghi e rioni del comune che si tiene ogni estate.

### Palio di Asti
La Confraternita di San Giovanni o della Misericordia di Costigliole partecipò e vinse, con una spesa di 700 lire, alla corsa del Palio di Asti del 1785. Il sendallo vinto si conserva ancora nella chiesa parrocchiale; con il tessuto del palio si confezionarono un piviale, una pianeta ed una tunicella in velluto rosso. In epoca moderna, Costigliole ha preso parte a tutte le edizioni del Palio dell'era fascista, ad eccezione di quella del 1930. Successivamente, ha partecipato a tutte le edizioni dal 1967 al 1984.

### Enogastronomia
Costigliole vanta una delle associazioni italiane senza fini di lucro più attive in ambito enogastronomico, che prende il nome di ICIF, il cui scopo è promuovere all'estero la cultura dei prodotti agroalimentari italiani di qualità e diffonderli globalmente. L'associazione è conosciuta in tutto il mondo e in modo particolare in Cina. Ha sede nel castello di Costigliole. La città è inoltre rinomata per i suoi vini.

#### Vini rossi
Dal vitigno Barbera si ottengono tre vini rossi:
- Piemonte Barbera doc, di colore rosso.Gradazione minima: gradi 11
- Barbera d'Asti DOCG, di colore rosso rubino, tendente al granato, asciutto, di gusto corposo. Gradazione minima: gradi 12
- Barbera del Monferrato doc, di colore rosso rubino, asciutto, vivace o frizzante. Gradazione minima: gradi 11,5

Inoltre si producono:
- Monferrato Dolcetto doc, di colore rosso rubino. Gradazione minima: gradi 11
- Grignolino d'Asti doc, di colore rosso rubino tenue. Gradazione minima: gradi 11
- Freisa d'Asti doc, di colore rosso granato. Gradazione minima: gradi 10,5
- Piemonte Brachetto, di colore rosso rubino, dolce, vivace. Gradazione minima: gradi 11

### Vini bianchi
- Piemonte Cortese, di colore giallo paglierino, secco. Gradazione minima: gradi 10
- Piemonte Chardonnay, di colore giallo paglierino, secco. Gradazione minima: gradi 10,5

Dal vitigno Moscato si producono:
- Moscato d'Asti DOCG, di colore paglierino, dolce, vivace o spumante. Gradazione complessiva: gradi 11 (alcol 4,5 cfo)
- Asti Spumante DOCG, di colore paglierino, dolce, vivace o spumante. Gradazione complessiva: gradi 11 (alcol 7 cfo)
- Piemonte Moscato passito, di colore giallo ambrato, dolce. Gradazione complessiva: gradi 15,5 di cui almeno 11 svolti.

#### Piatti e prodotti tipici
Tartufi bianchi, vitello tonnato, insalata di carne cruda battuta al coltello, peperoni in bagna càuda (in salsa calda), arrosti o farciti, salumi e cotechini, fritto misto alla piemontese, finanziera, ravioli con il plin (pizzicotto), tajarin (tagliatelle), bolliti con bagnet (salsa verde), brasati e arrosti, bunet al cioccolato (dolce al cioccolato), zabaione al moscato, torte di frutta, tirà, turcet (torcetti).

## Infrastrutture e trasporti
Nel comune di Costigliole esistono due stazioni ferroviarie:
- Motta di Costigliole, sulla linea Castagnole delle Lanze - Asti - Mortara, situata nella frazione di Motta;
- Costigliole d'Asti, sulla linea Alessandria - Cavallermaggiore, situata nella frazione di Boglietto.

Le due stazioni sono state completamente in disuso dal 2012 per la soppressione delle linee, riattivate per i treni turistici nel 2018.
La stazione di Motta di Costigliole è nuovamente in uso per il traffico passeggeri dall'11 settembre 2023, con dodici treni regionali al giorno dal lunedì al venerdì lungo la tratta Asti-Alba, sostituiti il sabato e la domenica da servizio bus con fermata nel piazzale esterno alla stazione stessa.

## Amministrazione
Di seguito è presentata una tabella relativa alle amministrazioni che si sono succedute in questo comune.
| Periodo        | Periodo        | Primo cittadino             | Partito                            | Carica  | Note   |
| -------------- | -------------- | --------------------------- | ---------------------------------- | ------- | ------ |
| 27 giugno 1985 | 11 maggio 1990 | Riccardo Bellone            | Democrazia Cristiana               | Sindaco | [ 11 ] |
| 11 giugno 1990 | 24 aprile 1995 | Luigi Solaro                | Democrazia Cristiana               | Sindaco | [ 11 ] |
| 24 aprile 1995 | 14 giugno 1999 | Guido Boeri                 | Lega Nord                          | Sindaco | [ 11 ] |
| 14 giugno 1999 | 14 giugno 2004 | Luigi Solaro                | lista civica                       | Sindaco | [ 11 ] |
| 14 giugno 2004 | 8 giugno 2009  | Luigi Enrico Solaro         | lista civica                       | Sindaco | [ 11 ] |
| 8 giugno 2009  | 25 maggio 2014 | Giovanni Borriero           | lista civica                       | Sindaco | [ 11 ] |
| 26 maggio 2014 | 25 maggio 2019 | Giovanni Borriero           | lista civica Trasparenza e impegno | Sindaco | [ 11 ] |
| 26 maggio 2019 | 9 giugno 2024  | Enrico Alessandro Cavallero | Lista civica Costigliole VIVA!     | Sindaco | [ 11 ] |
| 10 giugno 2024 | In carica      | Enrico Alessandro Cavallero | Lista civica Costigliole VIVA!     | Sindaco | [ 11 ] |

### Gemellaggi
Costigliole d'Asti è gemellata con:
- Weinsberg, dal 2000

## Galleria d'immagini

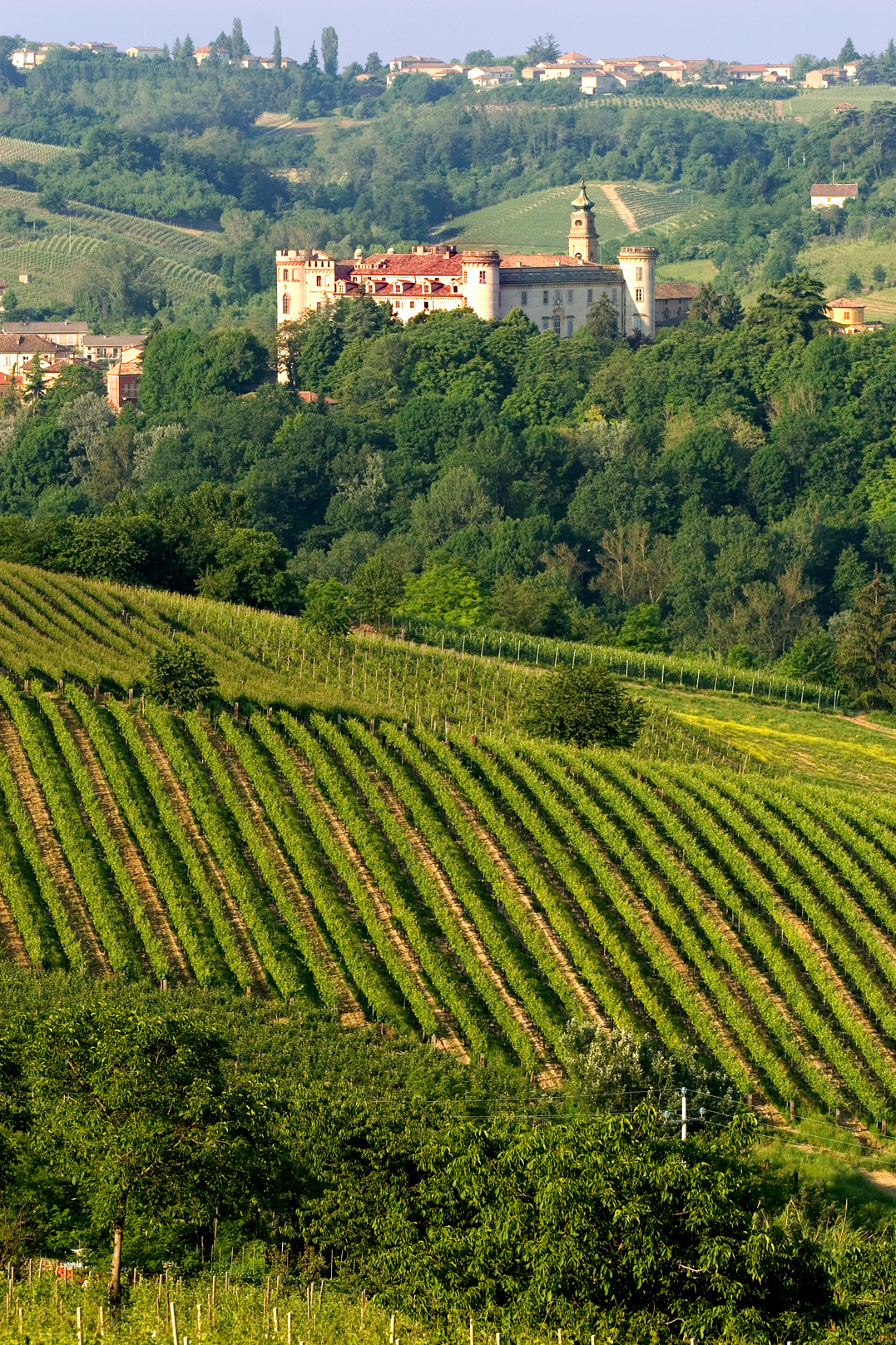
Il castello di Costigliole d'Asti
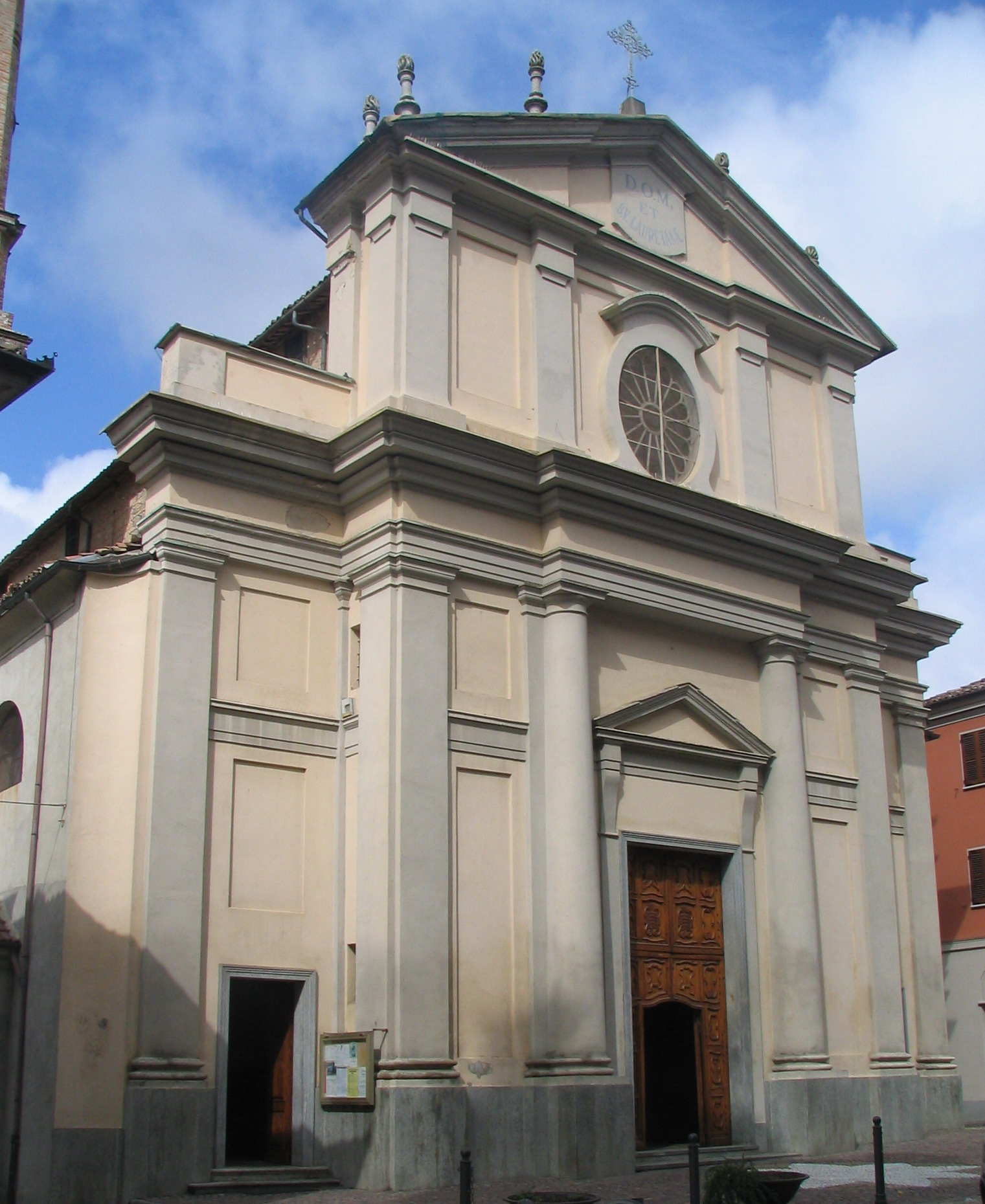
Parrocchiale Nostra Donna di Loreto
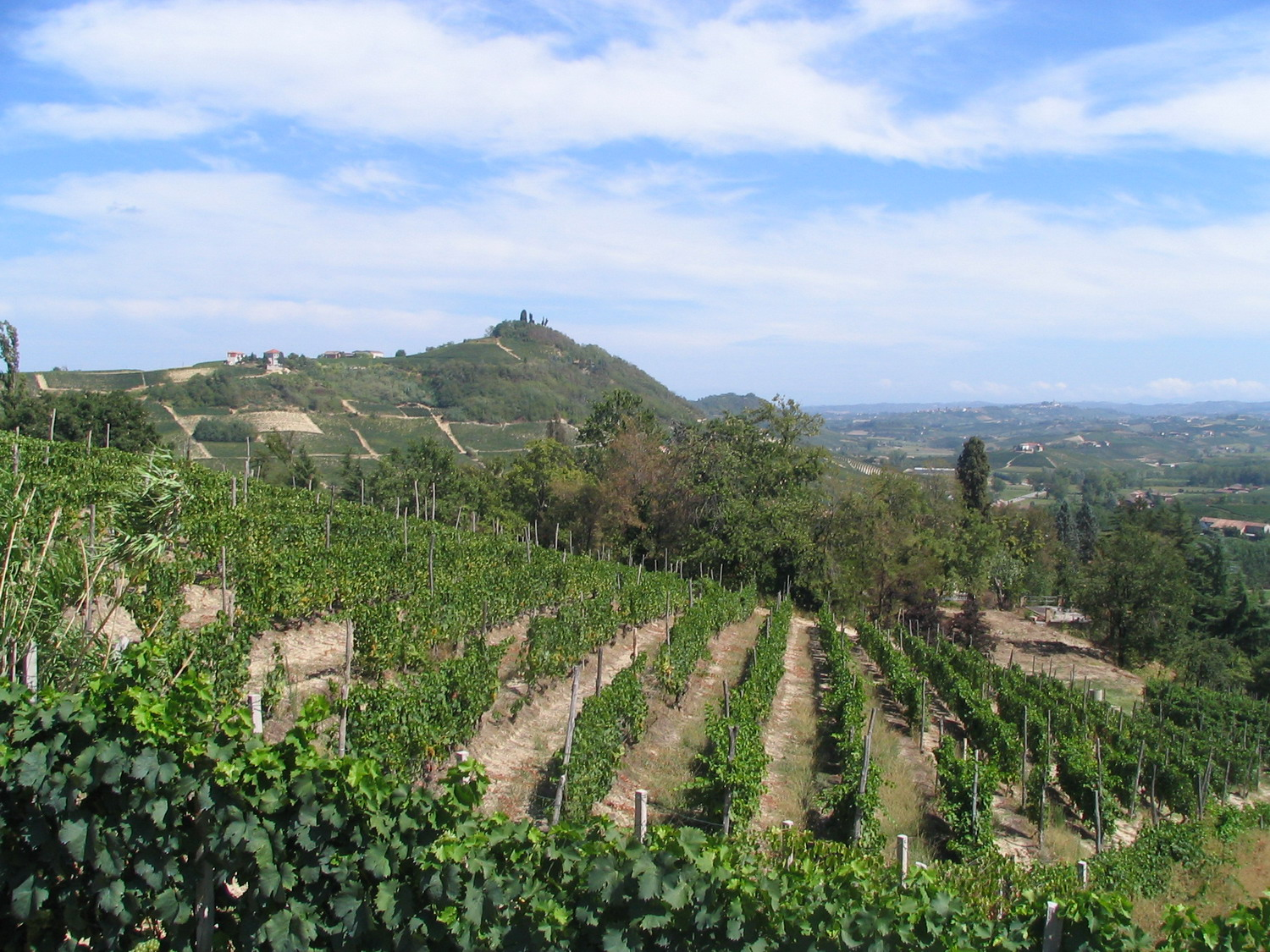
Veduta del Bricco Lù
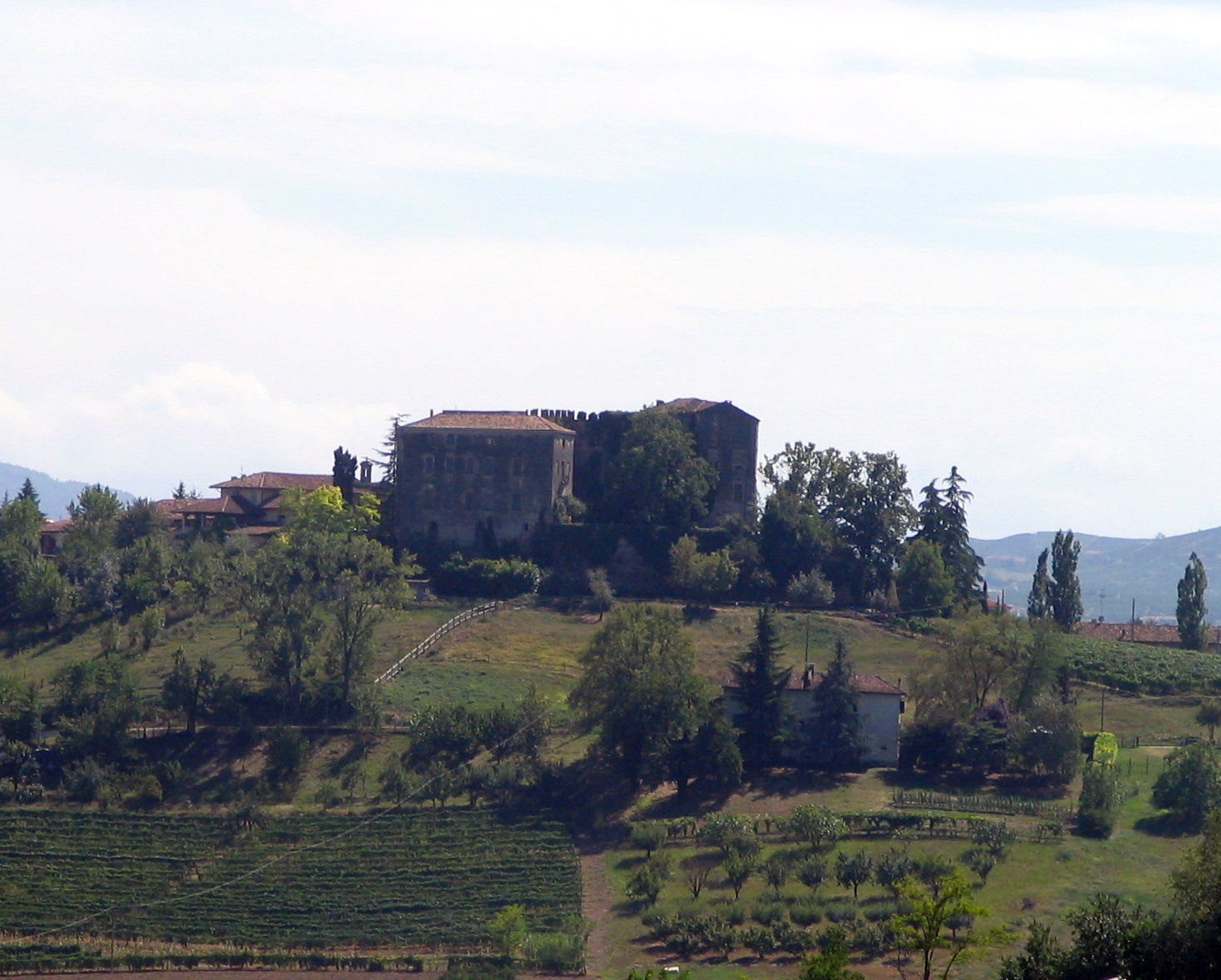
Veduta del castello di Burio
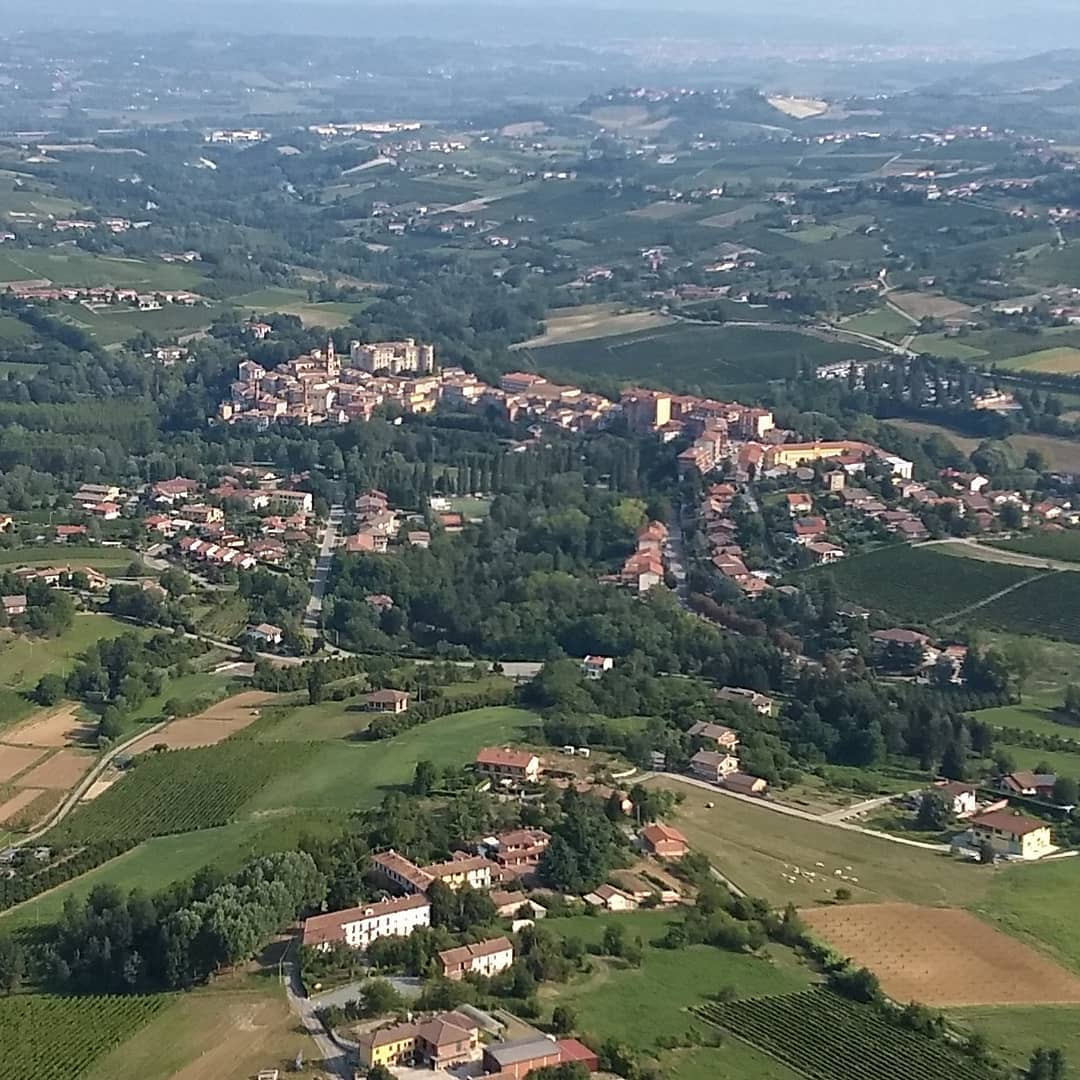
Veduta aerea di Costigliole d'Asti